# Rangwapithecus gordoni
Rangwapithecus gordoni je druh vyhynulých úzkonosých primátů, žijících v časném miocénu (před 19 – 20 miliony let) v západní části dnešní Keni.
Původně jej Peter Andrews roku 1974 popsal pod rodovým jménem Dryopithecus, avšak po přezkoumání navrhl v roce 1978 vytvoření samostatného rodu, v té době ještě reprezentovaného dvěma druhy (Rangwapithecus gordoni a Rangwapithecus vancouveringi). Terry Harrison pak v roce 1986 přesunul druhého jmenovaného zástupce do blízce příbuzného rodu Nyanzapithecus jako Nyanzapithecus vancouveringorum. V současné době[kdy?] je tedy rod Rangwapithecus zastoupen pouze jediným druhem s názvem Rangwapithecus gordoni.
Rangwapithecus je známý jen z několika nalezených úlomků čelistí, především z lokality Songhor. Jednalo se o středně velkého primáta, který mohl dosahovat hmotnosti až 15 kg. Patrně se značně podobal rodu Proconsul. Žil v korunách stromů tropického pralesa, kde se pohyboval po všech čtyřech končetinách. Na základě morfologie zubů se předpokládá, že na rozdíl od mnoha jiných miocenních primátů dával v potravě přednost listům před plody a ovocem.